# Иоанн де Бриенн
Иоанн (Жан) де Бриенн (фр. Jean de Brienne; 1170/1175 — 23 марта 1237) — второй сын Эрара де Бриенна и Агнесы де Невер, король Иерусалима в 1210—1212 годах, император-регент Латинской империи с 1229 года. С 1212 по 1225 год управлял Иерусалимским королевством в качестве регента при своей дочери Иоланте.

## Биография
Жан де Невер был вторым сыном Эрарда II, графа Бриеннского (Шампань) и изначально готовился к чиновничьей службе, однако в итоге предпочёл стать рыцарем и победами в турнирах завоевал себе высокую репутацию. В 1204 году Иоанн прославился своей храбростью при взятии Константинополя крестоносцами.
В 1208 году король Филипп II Август рекомендовал Иоанна посланникам Иерусалимского королевства в качестве супруга королевы Марии. В 1210 году Иоанн женился на Марии и был коронован короной Иерусалима. В 1210 году он торжественно вступил в Птолемаиду, но его военные силы оказались слишком ничтожны, чтобы он мог серьёзно пытаться завладеть Иерусалимом; поэтому сначала он жил в мире с мусульманами. В 1211 году он договорился о пятилетнем перемирии с султаном аль-Адилем.
В 1212 году Иоанн овдовел. Королевой Иерусалима стала его дочь Иоланта, а сам стал регентом при ней. Вскоре после этого он женился на принцессе Стефании, дочери Левона II.

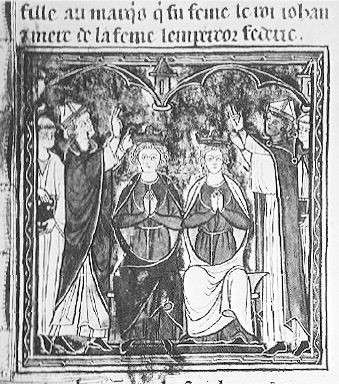
Коронация Марии де Монферрат и Иоанна де Бриенна

Иоанн был заметной фигурой в ходе Пятого крестового похода (1218—1221). В частности, он предостерегал легата Пелагия Альбано от осады Дамиетты и советовал ему принять от султана выгодные условия мира, но легат его не послушал. После провала крестового похода Иоанн приехал на Запад, чтобы собрать деньги для своего королевства. В 1223 году он встретился с папой Гонорием III и императором Фридрихом II в Ферентино и договорился о тесном сотрудничестве. Фридрих был обручён с дочерью Иоанна Иолантой (Изабеллой), наследницей королевства. В это время Иоанн ненадолго вошёл в круг поэтов сицилийской школы поэзии.
После встречи в Ферентино Иоанн отправился во Францию и в Англию, но не нашёл там сочувствия. Оттуда он выехал в Сантьяго-де-Компостела, где король Альфонсо IX Леонский предложил ему руку одной из своих дочерей и пообещал корону после своей смерти. Однако Иоанн сделал выбор не в пользу старшей дочери — наследницы престола, а в пользу младшей, Беренгарии. После визита в Германию он вернулся в Рим (1225). Там он получил требование от Фридриха II, уже женатого на Изабелле, отказаться в его пользу от короны Иерусалима. Иоанну было уже около 50 лет, но он был ещё достаточно энергичным, чтобы возглавить армию и нанести имперским войскам несколько поражений в южной Италии, пока император участвовал в Шестом крестовом походе (1228—1229).
В 1229 году бароны Латинской империи предложили Иоанну регентство на время малолетства Балдуина II и титул императора. Иоанн принял и то, и другое и храбро бился с никейцами и болгарами.
Латинские летописцы сравнивали Иоанна с Гектором, Роландом и Иудой Маккавеем, чему способствовал его образ странствующего рыцаря, успевшего за свою долгую жизнь посидеть на троне в двух великих городах — Иерусалиме и Константинополе. Он умер в преклонном возрасте, в 1237 году, приняв постриг монаха-францисканца. Похоронен в церкви Святого Франциска в Ассизи.

## Семья
Иоанн де Бриенн был женат три раза.
От первого брака с Марией Монферратской у него родилась дочь Иоланта, будущая королева Иерусалима.
От второй жены, Стефании Армянской, дочери Левона II Армянского и Изабеллы, он имел сына по имени Иоанн (Жан), наследника престола, но он умер в младенчестве.
От третьего брака с Беренгарией Леонской у него было четверо детей:
- Мария де Бриенн (1225—1275), жена императора Балдуина II;
- Альфонс д’Акр (ок. 1228—1270), граф д’Э.
- Жан де Бриенн (ок. 1230—1296), который в 1258 году стал великим кравчим Франции.
- Людовик де Бриенн (ок. 1235—1263), который женился на Агнес де Бомон и стал виконтом Бомон. Их дети вошли в родословную дома Ланкастеров.